# История полиции России
История полиции в России — история полицейских учреждений и органов в России.

## В Русском царстве
В Русском царстве главными местными полицейскими органами были наместники, затем воеводы. Борьбу с «лихими людьми» вели главным образом сами общины, избирая для того губных старост и целовальников (губные дворы или избы), находившихся под ведением Разбойного приказа. Охрана безопасности в городах была возложена на городничих, которым были подчинены объезжие головы. В Москве и в некоторых других городах существовали земские дворы (избы). Исполнительный полицейский персонал составляли в городах земские ярыжки, стрельцы, объезжие головы, решёточные приказчики и «очные сторожа».

## XVIII век и первая половина XIX века

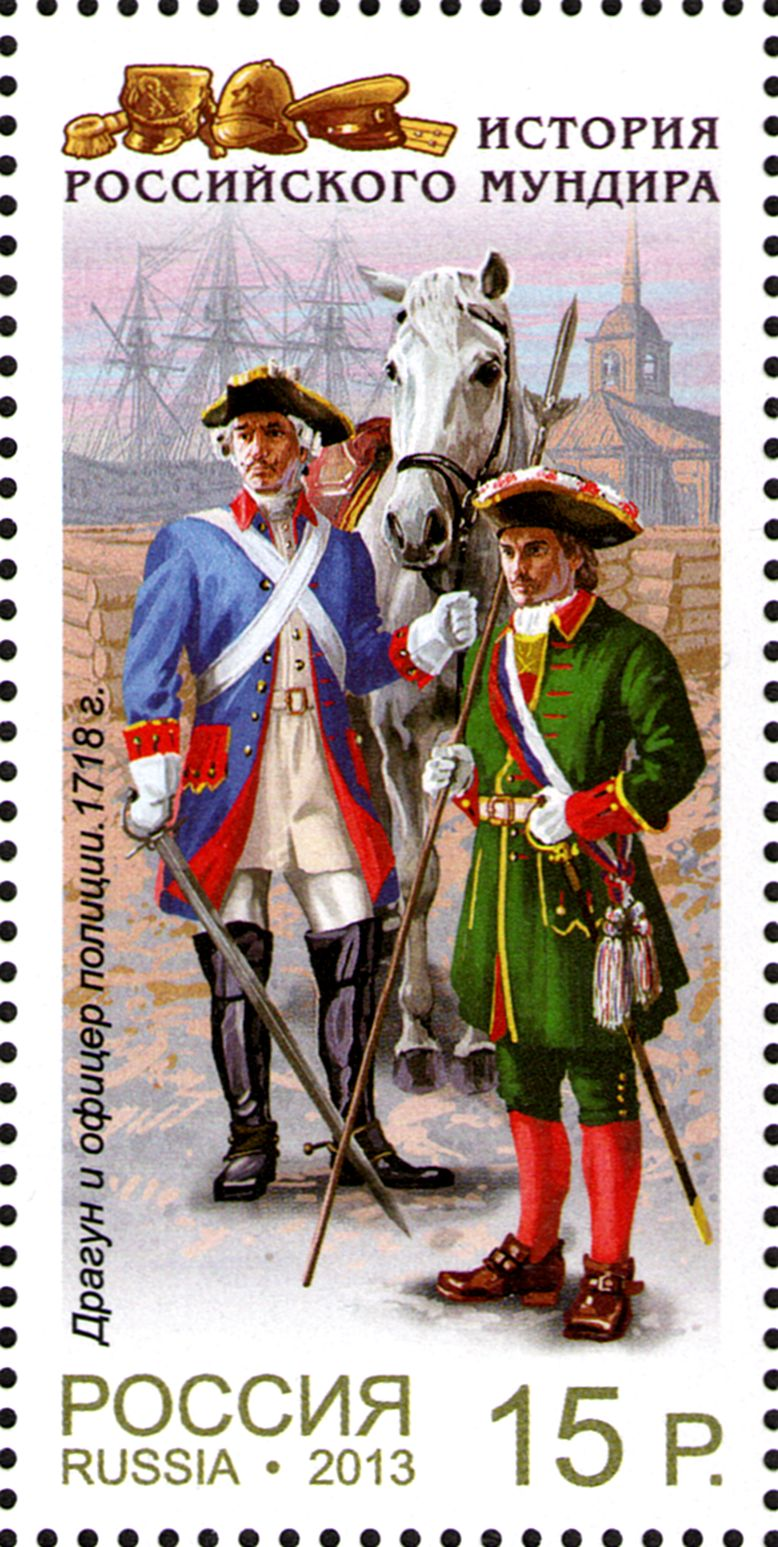
Драгун (слева) и офицер полиции. 1718 года. Почтовая марка России 2013 года

Пётр I подчинил исполнительную полицию наблюдению воевод и губернаторов. «Воеводе попечение иметь, чтобы земская полиция Царского Величества правость и высокость ни в чём от подданных, ниже от посторонних не была нарушена» (инструкция или наказ воеводам и губернаторам 1719 года, п. 12). Для Петербурга в 1718 году был назначен генерал-полицеймейстером генерал-адъютант Дивиер; ему были подчинены канцелярия и полицеймейстер, а низший полицейский персонал составили избиравшиеся жителями старосты, десятские и караульщики, вооружённые ружьями.
В 1721 году была учреждена в Москве полицмейстерская канцелярия под начальством обер-полицеймейстера. К отправлению полицейских функций, особенно для поимки разбойников, воров и злых людей, призывались и воинские команды. Для этой же цели офицеры должны были призывать из числа жителей «угодных людей». Даже при земских комиссарах, органах финансового ведомства, состояли «три человека подчинённых служителей», которые обязаны были ловить лихих людей.
23 апреля 1733 года императрица Анна Иоанновна подписала указ «Об учреждении полиции в городах», по которому полиция была создана в 23 самых крупных городах империи. В других городах и в сельской местности полиции не было. Полиция получила полномочия судебной инстанции и имела возможность назначать наказания по уголовным делам.
В 1762 году была учреждена должность Главного директора над всеми полициями, подчинявшегося непосредственно императору. На неё был назначен Н. А. Корф. Ему было поручено учредить полицмейстеров в тех провинциях и городах, где он сочтёт нужным.
Губернаторам предписывалось держать тайных подсыльщиков; для наблюдения, чтобы «между людьми не было какой-либо шатости».
В 1774 году для выполнения полицейских обязанностей в сельской местности были введены должности сотских и десятских из крестьян.
С 1775 года городничих начал назначать Сенат. По Учреждению о губерниях (1775) полицейская деятельность в губернии была вверена губернатору и губернскому правлению под главным ведением генерал-губернатора. В городе полицейское управление было поручено городничему, в уезде — нижнему земскому суду (исправнику и трём заседателям), в Петербурге — обер-полицеймейстеру. Городничий и земский суд под начальством губернского правления ведали полицейские дела: охранение благочиния, порядка и приведение в исполнение решений высших присутственных мест.

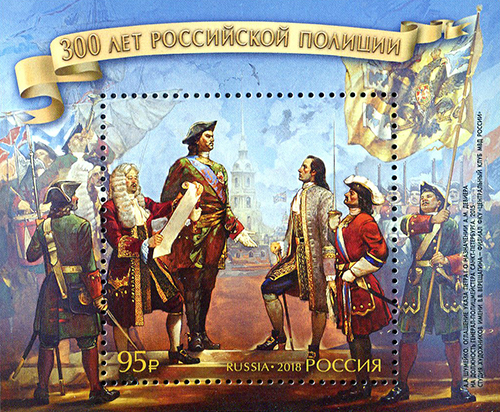
Почтовая марка 2018 года. 300 лет российской полиции.

В 1782 году был издан «Устав благочиния или полицейский», согласно которому в городах создавались новые полицейские органы — управы благочиния. В губернских городах они возглавлялись полицмейстерами, в уездах — городничими. Им подчинялись частные приставы, квартальные надзиратели и поручики (их заместители). При этом рядовые полицейские набирались из числа солдат, выделенных из местного гарнизона (городских батальонов) или других воинских частей.
Практика набора рядовых полицейских из числа солдат возникла в начале XIX века. Как пишет в своих воспоминаниях Евграф Комаровский, который был в 1802 году назначен помощником петербургского военного губернатора по полицейской части, в будочники тогда посылали людей жители из своих дворов, кого хотели, а тем из них, которые не пожелали прислать человека натурою, дозволялось внести девять рублей в месяц деньгами. Также имелись драгунские полицейские команды. Комаровский же предложил определять в будочники «из армейских полков менее способных к фронтовой службе, которые поступали тогда в гарнизонные полки, в коих не отправляли никакой службы».
В 1787 году на старшин и старост было возложено охранение безопасности в казённых селениях. Профессор И. Андреевский, изложив реформы Петра Великого и Екатерины II в области полицейского управления, главное различие между ними видел в том, что Пётр Великий, подражая западноевропейским государствам, стремился усилить полицейскую деятельность государства (бюрократическая или монократическая форма управления), тогда как Екатерина II привлекла к полицейскому управлению сословные элементы. Напротив, профессор М. Ф. Владимирский-Буданов полагает, что между реформами местных учреждений Петра Великого и Екатерины II существует как бы генетическая связь: и Пётр, и Екатерина стремились выделить полицию из других отраслей управления, привлечь к полицейскому управлению общественные элементы, организовав местные учреждения на сословных началах (бурмистерская палата в Москве, земские избы, городовые магистраты — при Петре Великом).
Павел I, учредив для Петербурга вместо городской думы «комиссию о снабжении резиденции припасами, распорядком квартир и прочих частей, до полиции относящихся», подчинил ей и городское правление (ратгауз), камеральный департамент которого ведал хозяйственной полицией; исполнительная полиция была подчинена непосредственному ведению губернатора. Аналогичный порядок был введён и в Москве. При Александре I полиция материального благосостояния была поручена Министерству внутренних дел, а полиция безопасности (с 1811 по 1819 годы) — Министерству полиции, по упразднении которого дела полиция безопасности были сосредоточены в Министерстве внутренних дел (Особенная канцелярия).

### Третье отделение

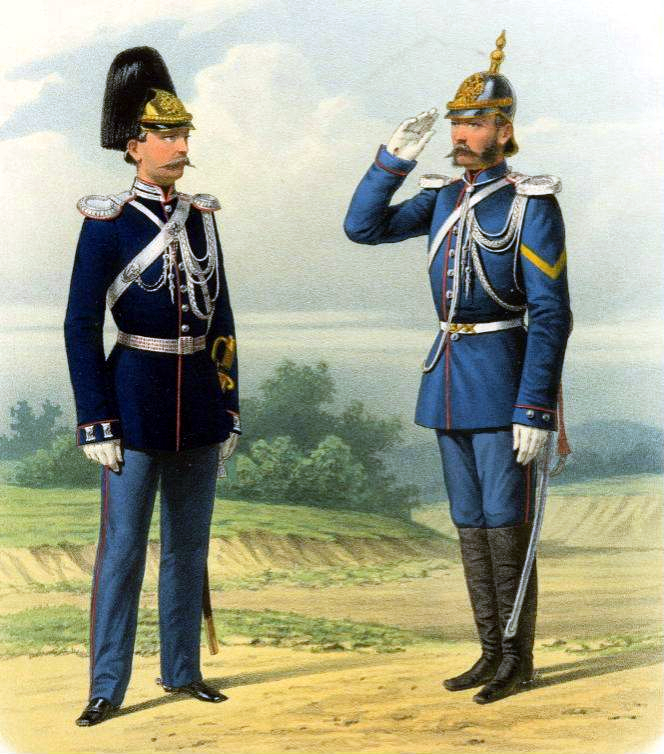
Губарев П. К. Парадная и походная формы Жандармских команд 1872 года

В ответ на восстание декабристов, угрожавшее самодержавию, 3 июля 1826 года было образовано Третье отделение Собственной Его Императорского Величества канцелярии в подчинении министра императорского двора. Граф Александр Христофорович Бенкендорф представил императору Николаю I проект «Об устройстве высшей полиции», основными задачами которого были политический розыск и политический контроль: поиск и выявление лиц, групп, организаций, оппозиционных правящему режиму, и пресечение их деятельности; выяснение настроений населения, контрразведка, цензура, светская и духовная юриспруденция.
Отделение делилось на четыре экспедиции, которые ведали:
1. высшей полицией и сведениями о лицах, состоящих под полицейским надзором,
2. раскольниками, сектантами, фальшивомонетчиками, должностными преступлениями и делами об убийствах, прошениями и жалобами; сюда относились места заточения политических преступников (Секретный дом Алексеевского равелина Петропавловской крепости, Шлиссельбургская крепость, Суздальский Спасо-Евфимовский монастырь),
3. слежкой за проживающими в России иностранцами,
4. крестьянским вопросом, сбором сведений о всевозможных происшествиях в империи, здесь решались кадровые вопросы личного состава,
5. театральной цензурой (с 1842 года).

Исполнительным органом Третьего отделения был Отдельный корпус жандармов. Вся территория страны делилась сначала на 5, затем на 8 жандармских округов, во главе которых стояли жандармские генералы. Поступать на службу в жандармское отделение образованные представители дворянства не спешили, считая доносительство и слежку делом постыдным. Однако, находились желающие нести подобную службу, особенно когда жалование и привилегии превышали доходы на военном или ином поприще. Отделение упразднено 6 августа 1880 года.

### Исполнительная полиция
В устройстве органов исполнительной полиции в губерниях, уездах и столицах Александр I возвратился к началам Екатерины II; были восстановлены управы благочиния и земские суды, выборное начало было проведено и во вновь присоединённых областях, например в Бессарабии. В 1837 году издано положение о земской полиции, подробно определившее круг власти и предметы ведомства полиции и вверившее функции полиции исполнительной в уезде выбиравшемуся дворянством земскому исправнику и назначавшимся губернским правлением становым приставам. Низший исполнительный персонал составили десятские, сотские, пятисотские и тысяцкие.
Общие недостатки дореформенных полицейских учреждений сводились:
1. к неполноте и непоследовательности проведения начала разделения властей;
2. к раздробленности полицейских сил по предупреждению и пресечению преступлений;
3. к крайне неудовлетворительному положению земской полиции: выборный исправник не имел фактической власти над подчиненными ему становыми, а сельские заседатели «постоянно находились только в сенях» (Ю. Самарин),
4. к крайне недостаточному содержанию полицейских чиновников, последствием чего являлось развитие взяточничества.

## Пореформенный период

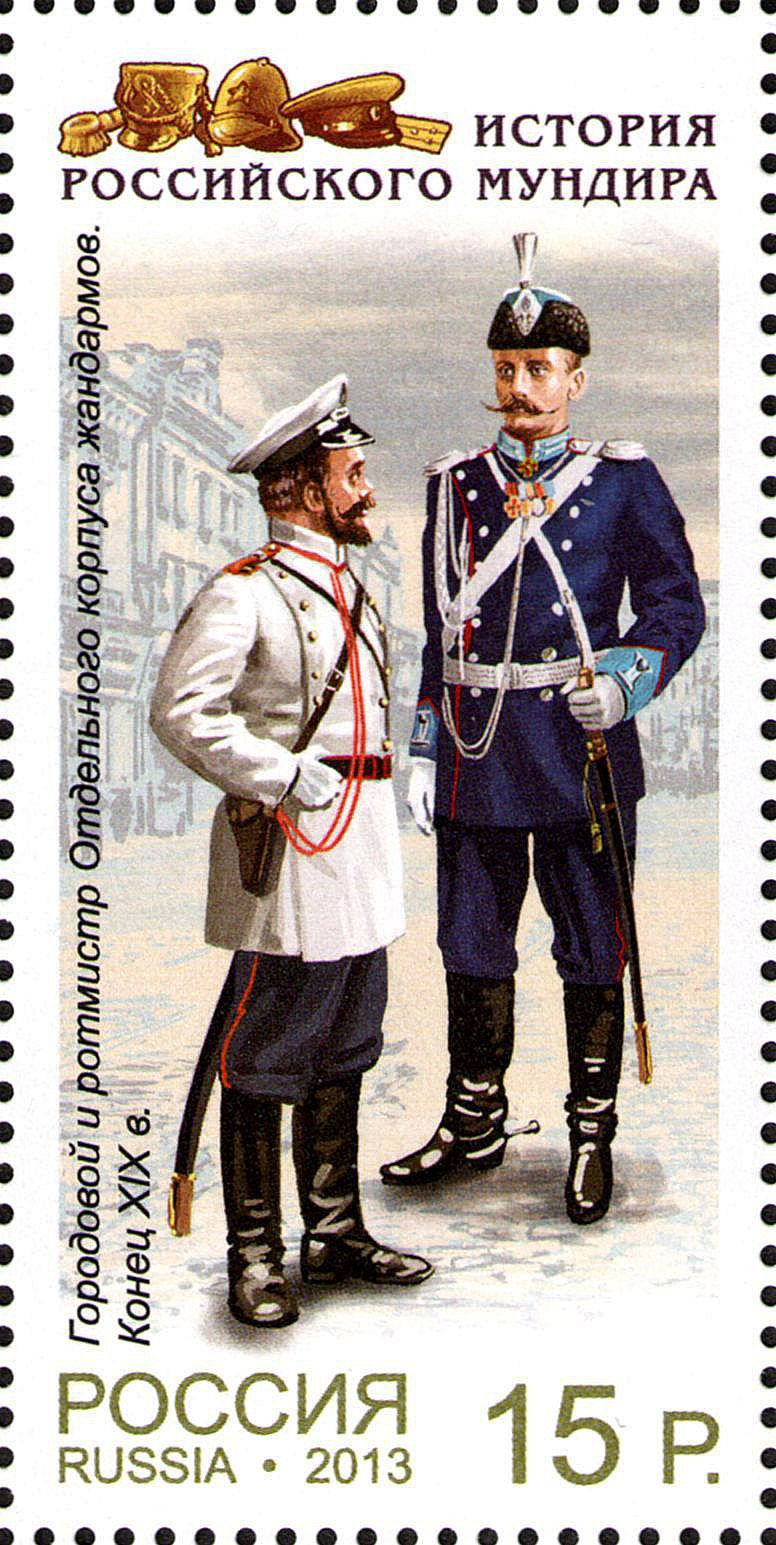
Форма городового и ротмистра Отдельного корпуса жандармов в конце XIX века. Почтовая марка России 2013 года.

С введением судебных следователей (1860) полиция была отстранена от производства уголовных следствий; роль её была ограничена производством дознаний. Временными правилами об устройстве полиции 26 декабря 1862 года уездная и городская полиция объединены в общую уездную полицию; только в губернских и некоторых больших городах образовано отдельное городское полицейское управление.
На полицейскую службу принимались русские подданные православного вероисповедания, достигшие 25-летнего возраста, обладающие здоровым телосложением и хорошим здоровьем, имеющие достаточное образование. На полицейские должности не могли назначаться:
- состоящие в качестве обвиняемых под судом и следствием, а равно, понесшие наказание за преступные деяния, влекущие за собой по закону тюремное заключение или более строгое наказание;
- нижние чины запаса, которые во время прохождения действительной службы состояли в разряде штрафных;
- исключённые со службы по суду, из духовного ведомства за порочное поведение или из среды обществ по их решению;
- объявленные несостоятельными должниками;
- состоящие под опекою за расточительность.

В обязанности полицейских вменялось:
- обнаруживать и пресекать преступления, сообщать о них судебной власти и в дальнейшем оказывать судебным следователям содействие, выполняя их поручения.
- принимать заявления, составлять протоколы, производить дознания, осмотры, освидетельствования, обыски и выемки,
- задерживать подозреваемых, вручать повестки и осуществлять приводы,
- выступать в качестве обвинителя в процессе рассмотрения дела, исполнять поручения судьи по производству дознания и исполнять приговоры.
- задерживать до отрезвления лиц, находящихся в общественных местах в состоянии явного опьянения,
- наблюдения за сохранением спокойствия и порядка в публичных домах, представления Врачебно-Полицейскому комитету сведения о притонах и женщинах, тайно промышляющих развратом.
- следить за: чистотой улиц, площадей и дворов, качеством продаваемых продуктов,
- следить за выдачей свидетельств на приобретение ядовитых веществ и наблюдение за их продажей,
- согласно Паспортному уставу, следить, чтобы никто не проживал без письменного вида, по незаконному, либо просроченному виду и без прописки.
- следить за исполнением питейными заведениями и продавцами напитков Устава о питейном сборе.
- согласно Строительному уставу осуществляла контроль за тем, чтобы в городах никакие новые постройки и капитальные перестройки в домах не производились без разрешения местных властей, чтобы постройки производились во всём согласно утверждённым планам, чтобы принимались меры предосторожности от несчастных случаев.
- обнародование указов и распоряжений правительства,
- борьба с азартными играми;
- осуществление мер «по предупреждению и пресечению пожаров, заразных болезней, скотских падежей»;
- контроль за соблюдением правил торговли, охоты и рыболовства.

В 1867 году изменена форма обмундирования и вооружения полиции.
В 1907 году бывший директор Департамента полиции А. А. Лопухин писал:

Полиция в России делится на общую и жандармскую, наружную и политическую, конную и пешую, городскую и уездную, сыскную, состоящую в нескольких больших городах для розыска по общеуголовным делам, фабричную — на фабриках и заводах, железнодорожную, портовую, речную и горную — на золотых промыслах. Кроме того, существуют: полиция волостная и сельская, полиция мызная, полевая и лесная стража для охраны полей и лесов. По способу организации полиция может быть подразделена на пять типов: военной, гражданской, смешанной, коммунальной и вотчинной. Военная организация присвоена в России только жандармерии; кроме нее, не будучи полицией, полицейские обязанности несет военная часть в Амурской области, конный полк амурского казачьего войска. Гражданское устройство имеет так называемая наружная (в противоположность политической — жандармерии) полиция, кроме принадлежащей к ней земской стражи Царства Польского, которая представляет смешанный тип полугражданской, полувоенной организации. Коммунальной полицией, построенной на выборных началах и обслуживающей только свою общину, являются волостная, существующая в Прибалтийских губерниях, и сельская полиция — десятские. И наконец, вотчинное начало имеют мызная полиция, а также полевая и лесная стражи.

### Уездная полиция
Земский суд был заменён общим присутствием уездного полицейского управления, в состав которого входили: исправник и помощник его, назначаемые губернатором, и заседатели от дворян и сельских обывателей, упразднённые законом 1889 года. На уездного исправника возлагалось и множество административных функций, так как он рассматривался как представитель губернатора в уезде.
Подведомственными полицейскому управлению исполнительными чиновниками полиции в уездах были становые приставы, введённые ещё в 1837 году. С целью улучшения деятельности сельской полиции «Временным положением о полицейских урядниках» от 9 июня 1878 года в сельской местности 46 губерний было введено 5000 конных урядников «для усиления средств уездной полиции и в помощь становым приставам, для исполнения полицейских обязанностей, а также для надзора за действиями сотских и десятских на местах и для их руководства». В среднем на уезд приходилось около 11 уряднических участков, а на стан — 4 участка. Полицейский урядник был промежуточным звеном между становым приставом, назначавшимся, как правило, из дворян, имевших опыт службы и определённый уровень образования, и сотскими — крестьянами, избиравшимися для несения полицейской повинности в своём селе или деревне. Нижними чинами полиции являлись: сотские, в заведовании которых находились определённые участки стана, называемые сотнями, десятские — в селениях, полицейские служители городских полицейских команд.
На местах стали создаваться разнообразные школы для полицейских урядников, первая была открыта в Перми в 1880 году со сроком обучения 3 месяца, там изучали «законоведение», уставы, направления по производству дознаний и организации расследования преступлений, русский язык.
В 1903 году в сельской местности, первоначально в 46 губерниях, была введена уездная полицейская стража. К 1916 году она распространялась на 50 губерний.

### Городская полиция
В городах полицией руководил градоначальник. Кроме организации охраны общественного порядка и борьбы с преступностью, он, как и другие полицейские чиновники, обладал обширными полномочиями по управлению городом: руководство почтой, технический надзор за частными и общественными зданиями. Штаты исполнительных чиновников городских полиций зависели от разряда, к которому был отнесён город, а численность служителей полицейских команд определялась отдельно в зависимости от финансовых возможностей городов, так как их содержание осуществлялось из городских средств.
Городское полицейское управление составляли: полицмейстер, помощник полицмейстера, общее присутствие городского полицейского управления, околоточный надзиратель. В состав общего присутствия входили еще два депутата от городского общества, также упразднённые по закону 1889 года. Подведомственными полицейскому управлению исполнительными чиновниками полиции в городах, посадах и местечках были городские приставы, их помощники и полицейские надзиратели. При полицейских управлениях состояли рассыльные и в некоторых губерниях — конная стража.
Созданная в 1866 году для борьбы с уголовной преступностью сыскная полиция должна была также вести учёт лиц, задержанных за отсутствие документов или обвиняемых в преступлениях, высылкой из столицы подозрительных особ. Только в 1887 году штаты петербургской сыскной полиции были увеличены на 102 человека и служащим повысили денежные оклады. Руководил Сыскным отделением в 1866—1889 годах И. Д. Путилин.

Также следует отметить, что городская полиция Российской Империи отличалась коррумпированностью и жестокостью по отношению к местному населению.
«На первый взгляд — стройная система, которая должна была обеспечить порядок в городе. На самом же деле все было не так. Полицейские чины были взяточники. За взятку можно было замазать всякое правонарушение и даже преступление. Поэтому полиция не пользовалась в народе уважением, ее не почитали и попросту презирали.
Простой люд видел в них грубых насильников. Они могли ни за что посадить в «кутузку», заехать в зубы, наложить штраф, чинить препятствия в самом правом деле. Интеллигентные люди презирали полицию за преследование передовых людей, с брезгливостью относились к полицейским, как нечистоплотным людям. <...>
По праздникам взятки носили почти узаконенный характер. Считалось обязательным, чтобы домовладельцы, торговцы, предприниматели посылали всем начальствующим в полицейском участке к Новому году и прочим большим праздникам поздравления со «вложением»... Давать было необходимо, иначе могли замучить домовладельцев штрафами: то песком панель не посыпана, то помойная яма не вычищена, то снег с крыш не убран.

Корпус жандармов имел тайных агентов и провокаторов во всех слоях общества, особенно среди писателей, передовой интеллигенции, военных. Во времена нашей юности гнет «голубых мундиров» ощущался в полной мере».

Найти безупречного честного развитого и знающего человека, который, совмещая разносторонние качества, предъявляемые к полицейскому деятелю, в то же время довольствовался бы сравнительно невысоким общественным положением и скудным, часто ничтожным материальным достатком, бывает весьма трудно, а иногда и невозможно.